# Комиш
Коми́ш (Scirpus) — рід багаторічних трав'янистих рослин родини осокових (Cyperaceae). Рід містить 47 видів, які ростуть у Євразії, Північній Америці, на сході Австралії, на заході й півночі Південної Америки. Багато видів поширені у водно-болотних угіддях і вздовж річок. Стебла тригранні, вкриті листками. Суцвіття кінцеві, зонтикоподібні, волотисті або головчасті, складаються з дрібних колосків. Плід — дрібний тригранний горішок.

## Назва
У південно-східному наріччі української мови «комишем» називають очерет звичайний (Phragmites australis), рогіз і/або кугу. Комиш — очевидно, давнє запозичення з тюркських мов. Наукова назва роду була створена від латинської назви куги озерної, яку в класичному, широкому визначенні роду включив сюди Карл Лінней у Species Plantarum, 1753, Том 1, с. 47.

## Опис
Комиш — прибережно-водна трав'яниста багаторічна рослина від 30 до 200 см заввишки. Деякі види утворюють кореневища. Стебла тригранні чи тупо тригранні, чи рідше округлі, від кілька до багато вузлуватих. Листки прикореневі та стеблові або всі стеблові; піхви не волокнисті; язичок присутній, рідко відсутній; залежно від виду, листові пластинки мають довжину від 11 до 80 см та ширину від 0,3 до 2,3 см. Суцвіття верхівкові, іноді також пазушні в 1–3 дистальних листках. Суцвіття — кінцеві, щиткові, волотисті або головчасті, складаються з 50–500 дрібних, менше 3.5(5) мм у діаметрі колосків. Квітка комишу складається з 3–6 щетинок, 1–3 тичинок і маточки з 2–3 приймочками. Плід — дрібний горішок, від обернено-яйцеподібної до еліпсоїдної форми, від стиснуто 3-стороннього до двоопуклого, гладкий, на вершині дзьобатий. x = 14. Гібриди Scirpus зазвичай стерильні або, принаймні, демонструють значно знижену фертильність. Міжвидові гібриди зазвичай легко розпізнати, оскільки більшість або всі їхні зав'язі порожні.

## Поширення і види
Поширені по всій земній кулі крім Африки та Антарктиди.
До роду було занесено близько 300 видів комишів, проте більшість було вилучено і значна частина видів, що раніше належали до роду Scirpus, була переведена до кількох незалежних родів (див., наприклад, Bolboschoenus, Blysmus, Dracoscirpoides, Isolepis, Schoenoplectiella, Schoenoplectus, Scirpoides, Trichophorum). 
В Україні ростуть 2 види:
- Комиш лісовий  (S. sylvaticus) — заввишки до 100 см, майже по всій території.
- Комиш укорінливий  (S. radicans) — заввишки до 125 см, передусім на Поліссі.

До роду комиш належить 47 видів згідно з Plants of the World Online:
1. Scirpus ancistrochaetus Schuyler
2. Scirpus angustisquamis Beetle
3. Scirpus asiaticus Beetle
4. Scirpus atrocinctus Fernald
5. Scirpus atrovirens Willd.
6. Scirpus chunianus Tang & F.T.Wang
7. Scirpus colchicus Kimer.
8. Scirpus congdonii Britton
9. Scirpus cyperinus (L.) Kunth
10. Scirpus dialgamensis Majeed Kak & Javeid
11. Scirpus dichromenoides C.B.Clarke
12. Scirpus diffusus Schuyler
13. Scirpus divaricatus Elliott
14. Scirpus expansus Fernald
15. Scirpus flaccidifolius (Fernald) Schuyler
16. Scirpus fragrans Ruiz & Pav.
17. Scirpus fuirenoides Maxim.
18. Scirpus georgianus R.M.Harper
19. Scirpus hainanensis S.M.Huang
20. Scirpus hattorianus Makino
21. Scirpus huae T.Koyama
22. Scirpus karuisawensis Makino
23. Scirpus kimsonensis N.K.Khoi
24. Scirpus kunkelii Barros
25. Scirpus lineatus Michx.
26. Scirpus longii Fernald
27. Scirpus lushanensis Ohwi
28. Scirpus maximowiczii C.B.Clarke
29. Scirpus melanocaulos Phil.
30. Scirpus microcarpus J.Presl & C.Presl
31. Scirpus mitsukurianus Makino
32. Scirpus molinianus Beetle
33. Scirpus orientalis Ohwi
34. Scirpus pallidus Britton) Fernald
35. Scirpus pedicellatus Fernald
36. Scirpus pendulus Muhl.
37. Scirpus petelotii Gross
38. Scirpus polyphyllus Vahl
39. Scirpus polystachyus F.Muell.
40. Scirpus radicans Schkuhr
41. Scirpus reichei Boeckeler
42. Scirpus rosthornii Diels
43. Scirpus spegazzinianus Barros
44. Scirpus sylvaticus L. типовий
45. Scirpus ternatanus Reinw. ex Miq.
46. Scirpus trachycaulos Phil.
47. Scirpus wichurae Boeckeler

## Використання
У кореневищах комишу (весною і восени) міститься багато крохмалю і цукру. За давніх часів кореневища споживали в їжу, з них робили борошно, розмоловши подрібнені і висушені кореневища. Для одержання сиропу кореневища вимивають, дрібно нарізають, кладуть в посуд з водою (1 кг на 1 л) і кип'ятять одну годину. Відціджений сік після цього уварюють на легкому вогні до загущення.
Білим осердям комишу зупиняли кровотечу, прикладаючи його до рани.
Зараз комиш використовують переважно для плетіння кошиків, циновок, килимків, а також для декорування плетених меблів. При цьому, щоб отримати зелений колір, листя зрізають у червні, жовтий — у серпні. Комиш зрізають на висоті 10—15 см над водою, задля забезпечення еластичності і гарного кольору зберігають у сухому затінку.
З комишу, очерету і куги отримують целюлозу, папір, картон, штучний шовк, спирт, дубильні речовини, молочну кислоту, гліцерин. Комиш, очерет і кугу скошують спеціальними косарками, є навіть пересувні заводи для пресування очеретяних плит. Ці плити — міцний, легкий і «теплий» будівельний матеріал. Досить 40 плит для спорудження невеликого будинку.

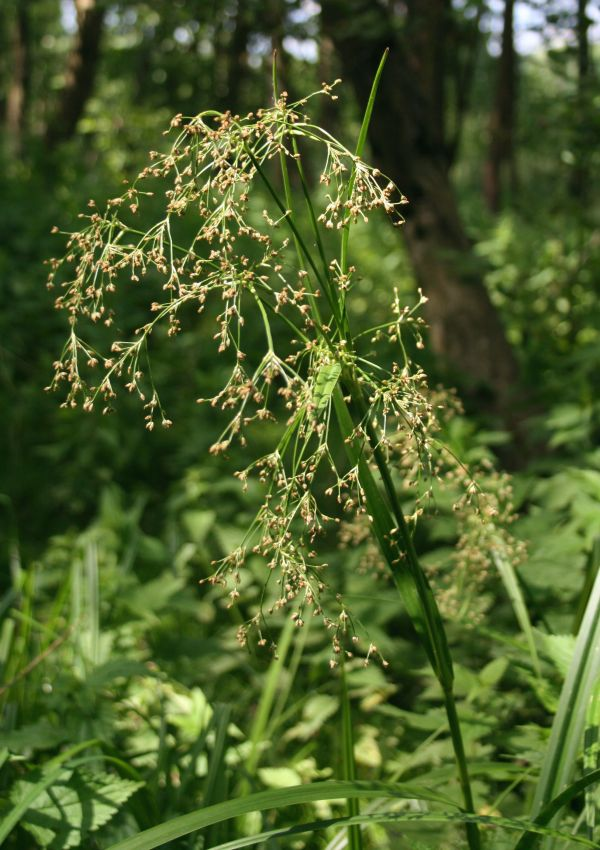
Комиш лісовий в Австрії
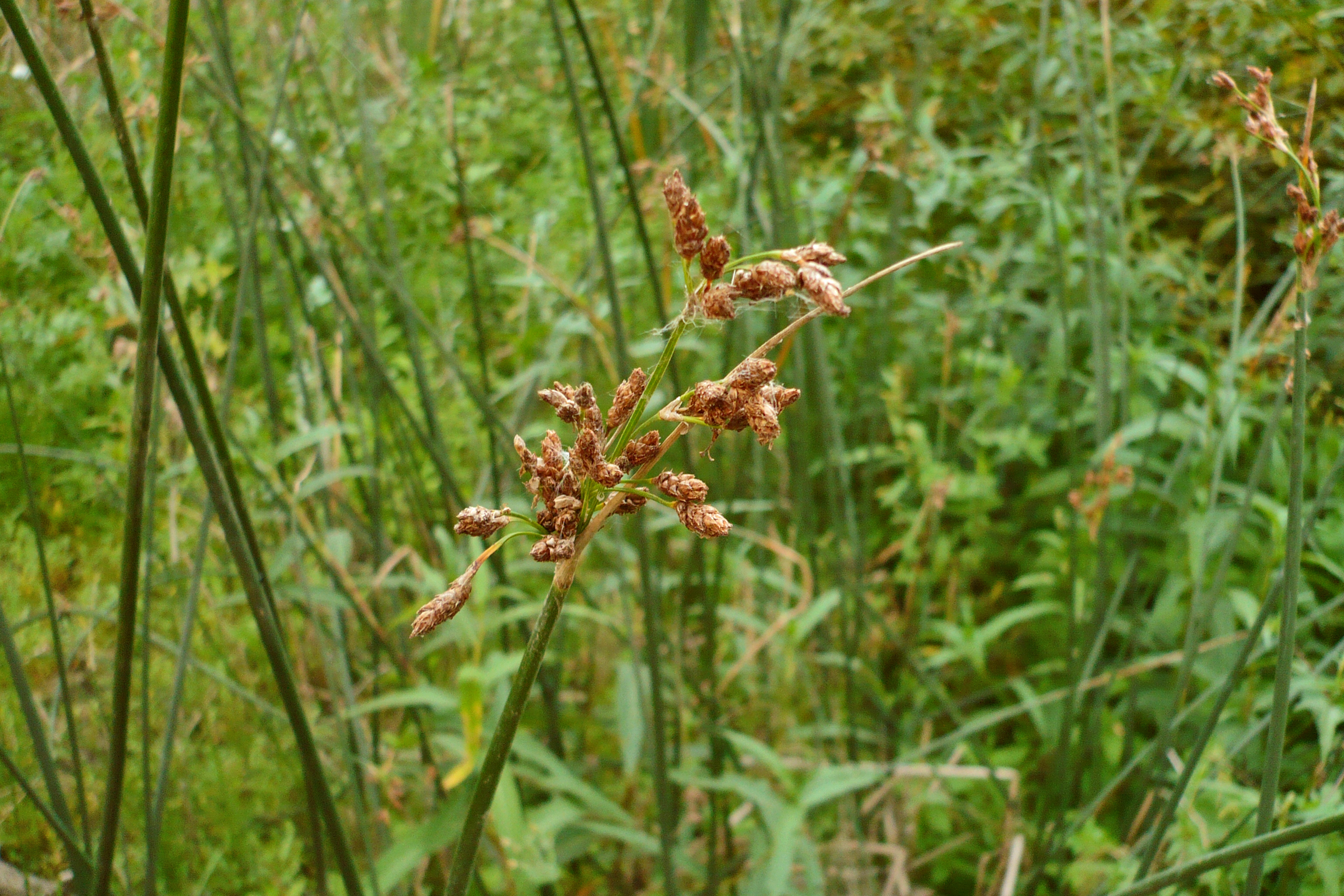
Комиш укорінливий
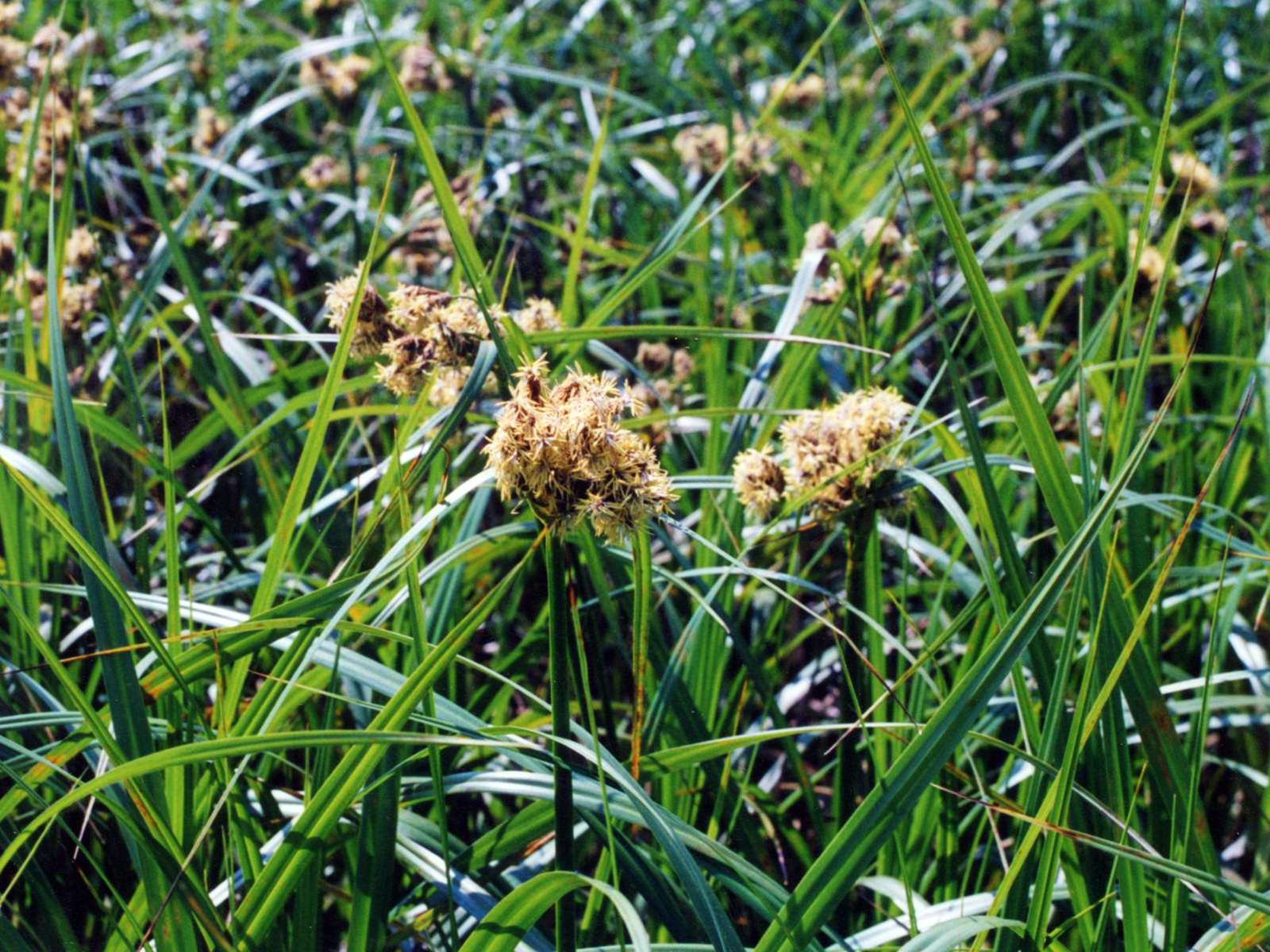
Scirpus atrovirens